# Eskil Källquist
Karl Gustaf Eskil Källquist, född 28 mars 1900 i Brismene socken, död 6 februari 1986 i Bromma, var en svensk litteraturhistoriker och lärare.
Eskil Källquist var son till folkskolläraren Karl Emil Källquist. Efter studentexamen i Skara 1919 studerade han vid Uppsala universitet och blev 1924 filosofie kandidat, 1926 filosofie magister, 1932 filosofie licentiat och 1934 filosofie doktor där. Åren 1934–1936 var han docent i litteratur- och lärdomshistoria vid Uppsala universitet. Efter några korta lärarförordnanden i Uppsala arbetade Källquist som lektor i modersmålet vid Norrköpings högre allmänna läroverk 1935–1943 och var från 1943 undervisningsråd. Källquist var även från 1947 ordförande i styrelsen för Dramatiska teatern. Som litteratur- och språkforskare gjorde han sig främst känd genom doktorsavhandlingen Thet swenska språketz klagemål. Litteraturhistorisk undersökning jämte text och tolkning (1934) där han bland annat lade fram synpunkter i frågan om identifieringen av Skogekär Bergbo. Han författade även litteraturhistoriska och litteraturpedagogiska uppsatser i facktidskrifter, bland annat i Samlaren, som han redigerade 1934–1939, samt i Nysvenska studier och Modersmålslärarnas förenings årsbok. Källquist var 1925–1932 föreståndare för Nykterhetsvännernas studenthem i Uppsala samt 1928–1929 ordförande i Sveriges studerande ungdoms helnykterhetsförbund (SSUH).